# 323省道 (江苏省)
323省道是中國江蘇省的一條省級公路，东起连云港市区以西的海青立交（新牛公路东起点），沿途经过连云港市新浦区、东海县、新沂市及邳州等县市，西至徐州三环腾龙转盘，全长204公里，全线按一级标准建设。2002年开工，历经四年分段建设，于2006年12月27日建成通车。
323省道与陇海铁路、连徐高速公路基本平行。与沿海高速公路交汇于连云港市，与京福高速公路交于徐州。连接104国道、204国道、205国道、310国道等国省干线，具有突出的路网地位。对推动东陇海线产业带建设，扩大连云港港的辐射效应有着重要作用。为江苏省东北部的的重要交通线路。